# Mas Rauriques
El Mas Rauriques és una masia de la Cellera de Ter (Selva) inclosa a l'Inventari del Patrimoni Arquitectònic de Catalunya.

## Descripció
Edifici aïllat, orientat a nord-est, de dues plantes i golfes amb coberta de dues aigües amb vessants a façana. Consta de dos cossos, un més alt, antic i estret (tres i dos crugies) que l'altre, i un paller antic.
Les obertures són de còdols i sorrenca i destaca sobretot la del primer pis del sector culminat amb una torreta. Aquesta gran finestra rectangular té una llinda monolítica de pedra sorrenca i l'ampit treballat amb motllures.
El ràfec del cos de l'esquerra és d'una filera de teula girada i el del cos de la dreta és de cairats i taulers de fusta.
Els elements més interessants de la masia són la torre de guaita, els contraforts de la part posterior i lateral i les finestres emmarcades de pedra. A la façana principal hi ha restes d'esgrafiats senzills de color blanc en forma d'emmarcaments d'algunes de les finestres del primer i segon pis del cos més alt, on hi ha la torreta. Aquesta torreta defensiva, més ornamental que funcional, és de planta irregular, tendent a circular i té una teulada cònica limitada amb una filera de rajols i culminada amb una veleta i una creu de ferro forjat.
Pel que fa als contraforts, n'hi ha quatre a la part posterior del cos de l'esquerra. Un dels contraforts es va aprofitar per a adherir-hi una barraqueta, la porta de la qual és un forat del contrafort.

## Història
Es tracta de la casa fortificada dels marquesos de Castelldosrius. Aquest aristòcrata va heretar el patrimoni dels Cabrera transmés als Olmera i la va usar com a segona residència. Fou una masoveria que s'abandonà a mitjans de la dècada dels 70 del segle xx.
A la llinda del finestral del primer pis hi ha la llegenda següent: EXM 16 + 07 SR / MARQUES ^ DOS ^ RIUS".
A la llinda de la finestra de la planta baixa també hi ha la data de 1607, entre l'abreviatura escrita de Jesús Crist i una creu.